# Trachea cavagnaroi
Trachea cavagnaroi är en fjärilsart som beskrevs av Hayes 1975. Trachea cavagnaroi ingår i släktet Trachea och familjen nattflyn. Inga underarter finns listade i Catalogue of Life.